# Le Portement de Croix (Martini)
Pour les articles homonymes, voir Portement de croix (homonymie).
Le Portement de Croix (en italien, Andata al Calvario) est une peinture religieuse en tempera sur bois de 25 × 16 cm du peintre de l'école siennoise Simone Martini, datant de 1333 et  conservée au Musée du Louvre de Paris. 
Il faisait partie d'un polyptyque portatif dit Polyptyque Orsini, aujourd'hui dispersé entre Paris, Berlin et Anvers.

## Histoire
Le tableau est un des volets   d'un quadriptyque dispersé entre les musées de Paris, Anvers et Berlin. L'ensemble est une œuvre de dévotion  privée portatif dit « Polyptyque Orsini » et le cardinal romain Napolone Orsini en est peut-être le commanditaire  avant son départ  pour la cour pontificale d’Avignon en 1336 car les armoiries des Orsini figurent au dos du panneau du Louvre. 
Les autres volets de ce retable portatif sont partagés entre :
- Berlin : La Mise au tombeau,
- Anvers  : La Crucifixion et La Descente de croix, et séparés par sciage dans l'épaisseur de l'envers des  précédents  : L'Ange et La Vierge de l'Annonciation  (séparés par sciage dans l'épaisseur de l'envers des  précédents)

Autres éléments du polyptyque
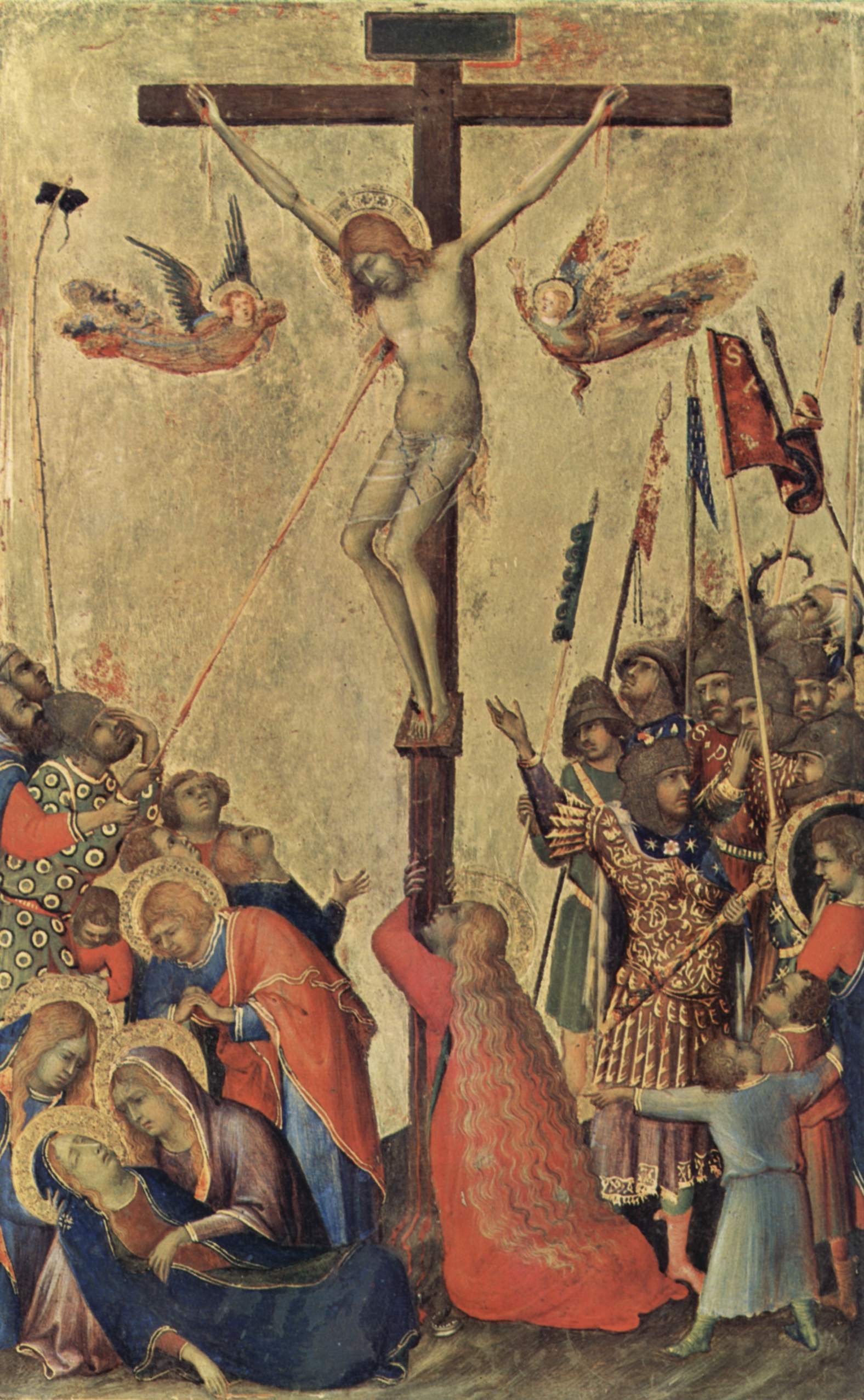
Crocifissione.
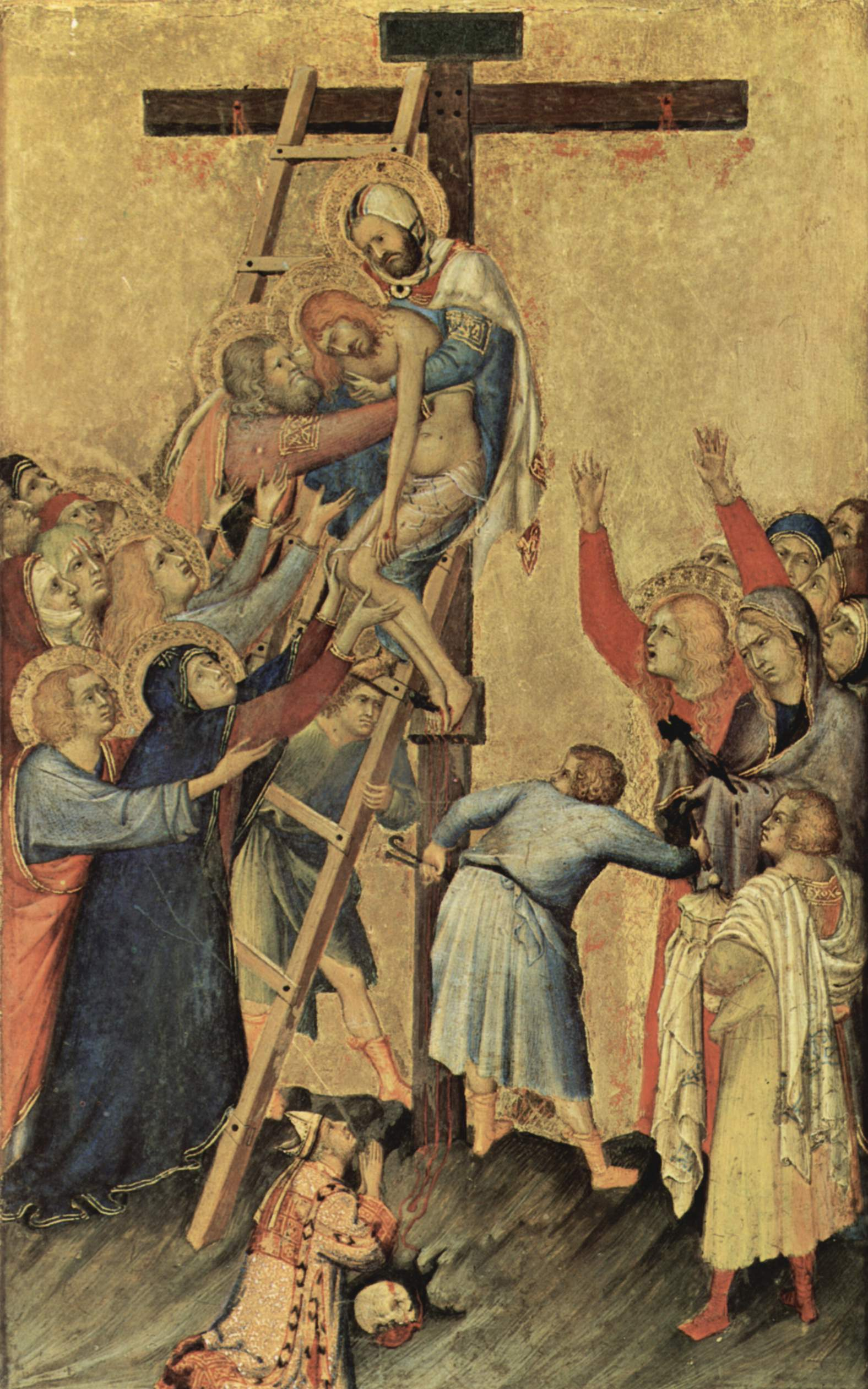
Deposizione dalla Croce.
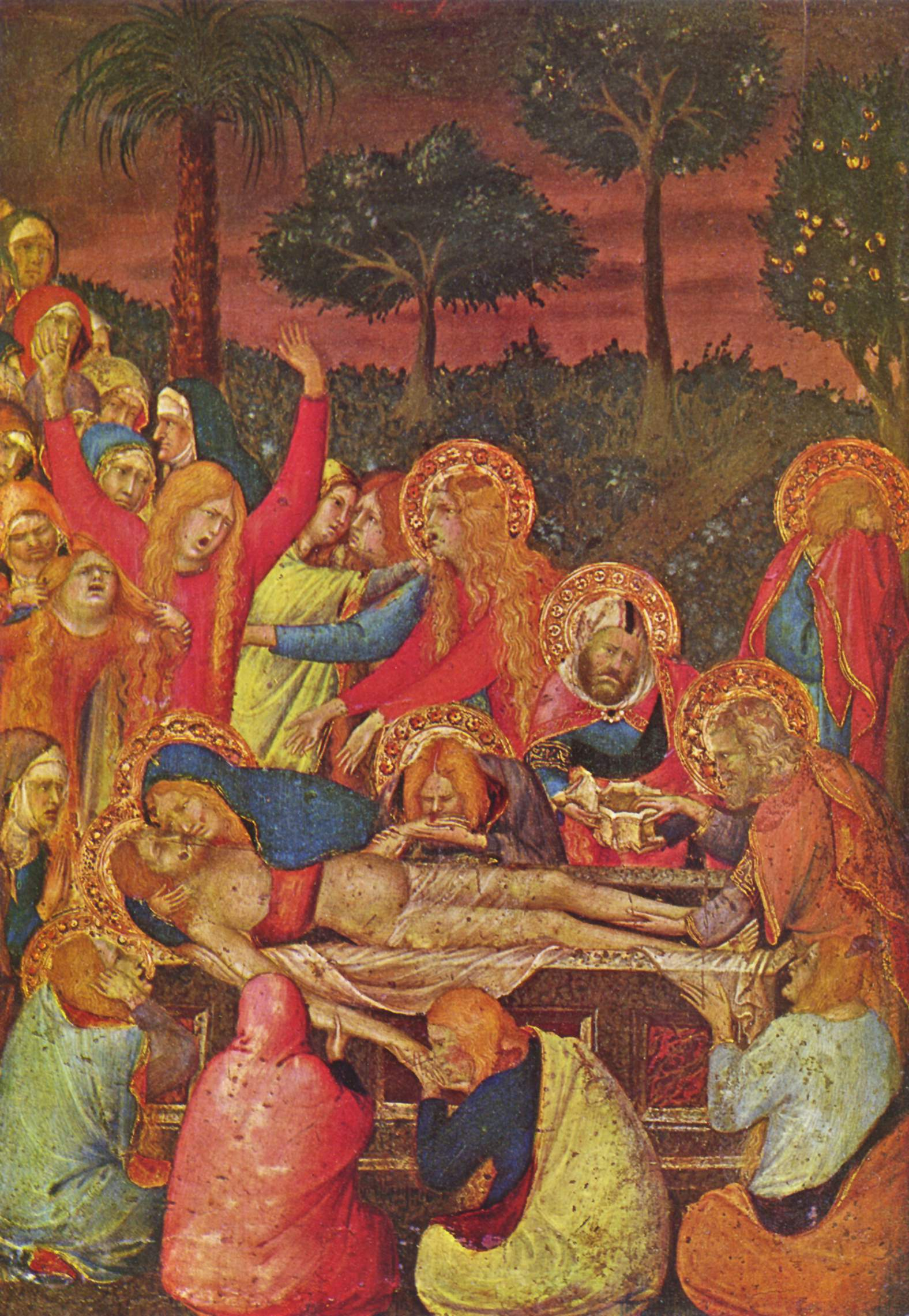
Seppellimento.
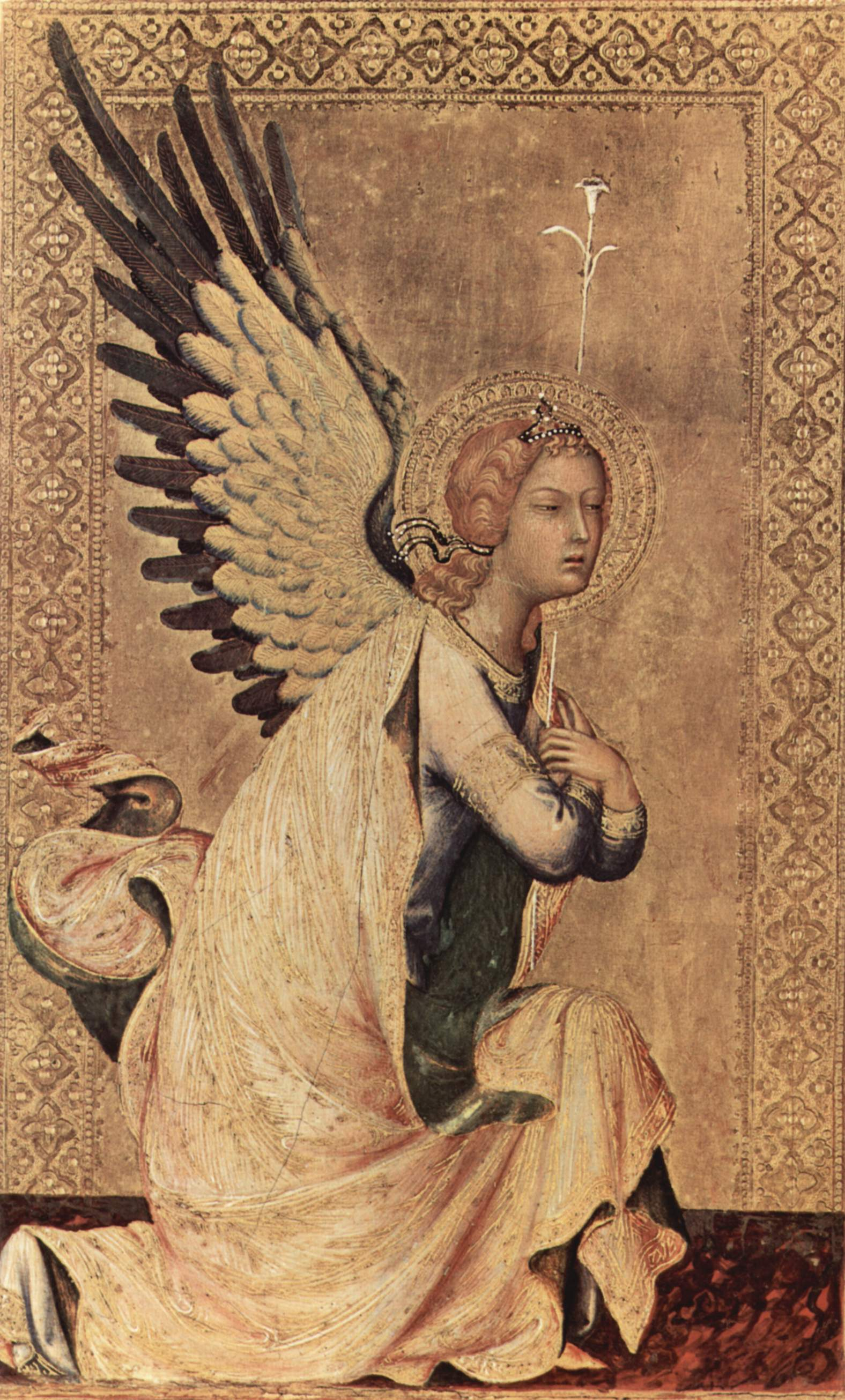
Angelo Annunciante.
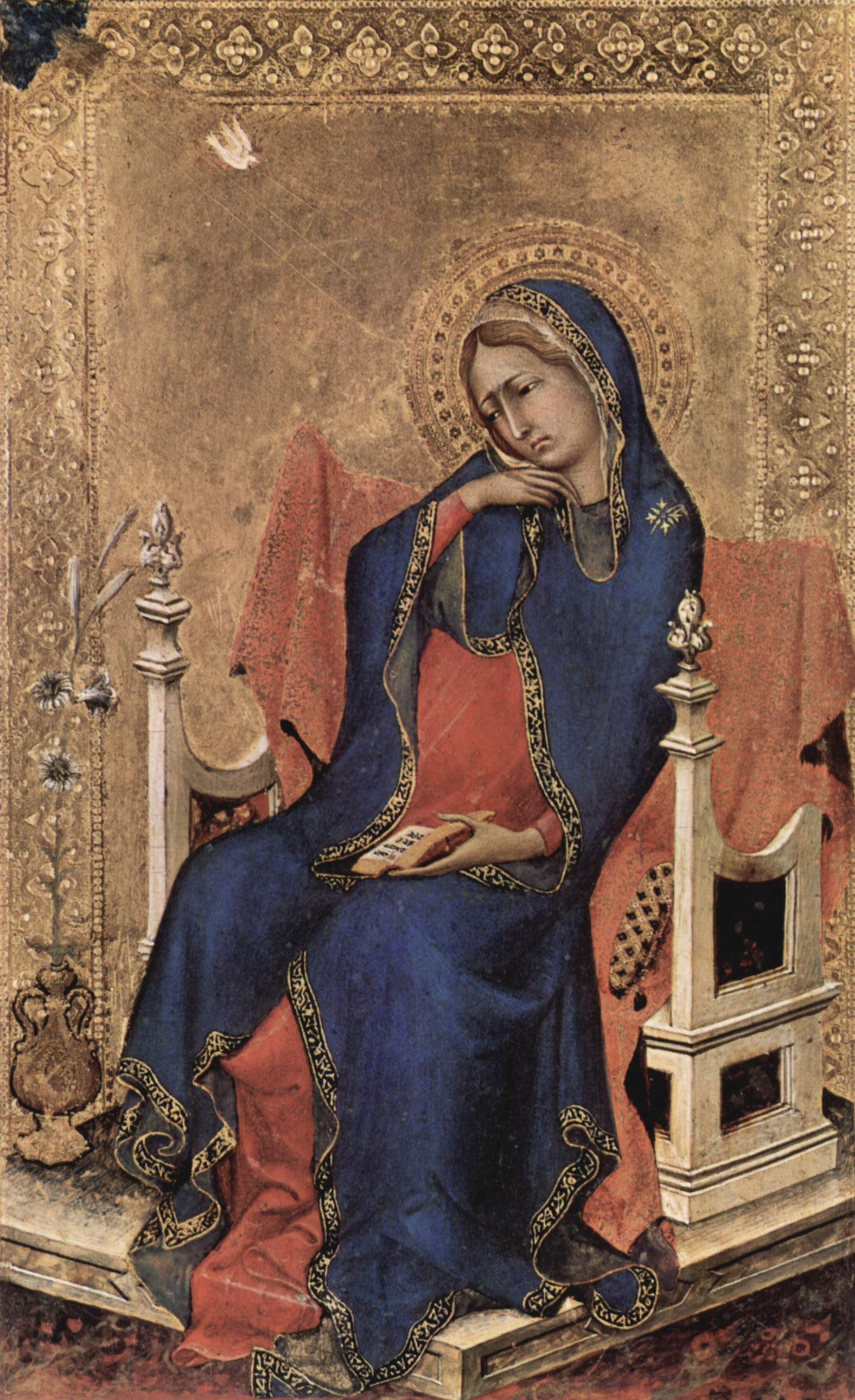
Vergine Annunciata.

## Description
Au centre bas du tableau, Jésus portant sa tunique rouge, porte sa croix dont le montant transversal est représenté à plat ; une foule se presse à ses côtés composée de deux hommes en bleu un le tirant, l'autre le poussant, du bourreau en rouge le tirant par une corde, à droite de soldats en armes, piques et étendard rouge dressés, et de ses proches qu'on devine : Marie en bleu levant un bras, bloquée par le bouclier d'un soldat levant son bâton,  Marie-Madeleine en rouge levant les deux bras la bouche ouverte, échevelée, de plusieurs disciples à gauche dont on n'aperçoit que les têtes (ils sont tous reconnaissables à leur auréole). Deux enfants en bas à droite sont vêtus des mêmes couleurs, bleu, rouge et or rencontrées dans tout le tableau.
Une foule bigarrée suit cette scène, descendant de la ville par une porte voûtée ouverte dans les fortifications du haut du tableau. 
Le fond du ciel est doré.

## Analyse
La perspective encore toute symbolique du Moyen Âge, aplatit la scène sans profondeur réelle, entre les fortifications disproportionnées avec la foule serrée (dont on aperçoit clairement que les visages) sortant de la porte voûtée, un effet renforcé par les petites silhouettes des enfants du premier plan ; le fond or n'exprime pas directement le ciel terrestre respectant la peinture du style byzantin, comme les auréoles circulaires.
Les couleurs limitées en nombre de la composition se font partout écho : le bleu du manteau de la Vierge avec  celui de la cape  des hommes poussant et tirant le Christ ; le rouge de Marie-Madeleine avec celui de la tunique du Christ, du bourreau ; l'or du fond et celui des galons des habits, des auréoles.